# Oleksandrivka, Iuriivka
Oleksandrivka (în ucraineană Олександрівка) este localitatea de reședință a comunei Oleksandrivka din raionul Iuriivka, regiunea Dnipropetrovsk, Ucraina.

## Demografie
Componența lingvistică a localității Oleksandrivka
     Ucraineană (95%)
     Rusă (5%)
Conform recensământului din 2001, majoritatea populației localității Oleksandrivka era vorbitoare de ucraineană (95%), existând în minoritate și vorbitori de rusă (5%).